# فلشنغ مادوز- كورونا بارك
فلشنغ مادوز - كورونا بارك أو فلشنغ مادوز بارك (بالإنجليزية:Flushing Meadows–Corona Park) هي حديقة عامة في مدينة في كوينز في نيويورك، تبلغ مساحتها 1,255 أكر وهي ثاني أكبر حديقة في نيويورك بعد بلهام باي بارك، تأسست سنة 1939.

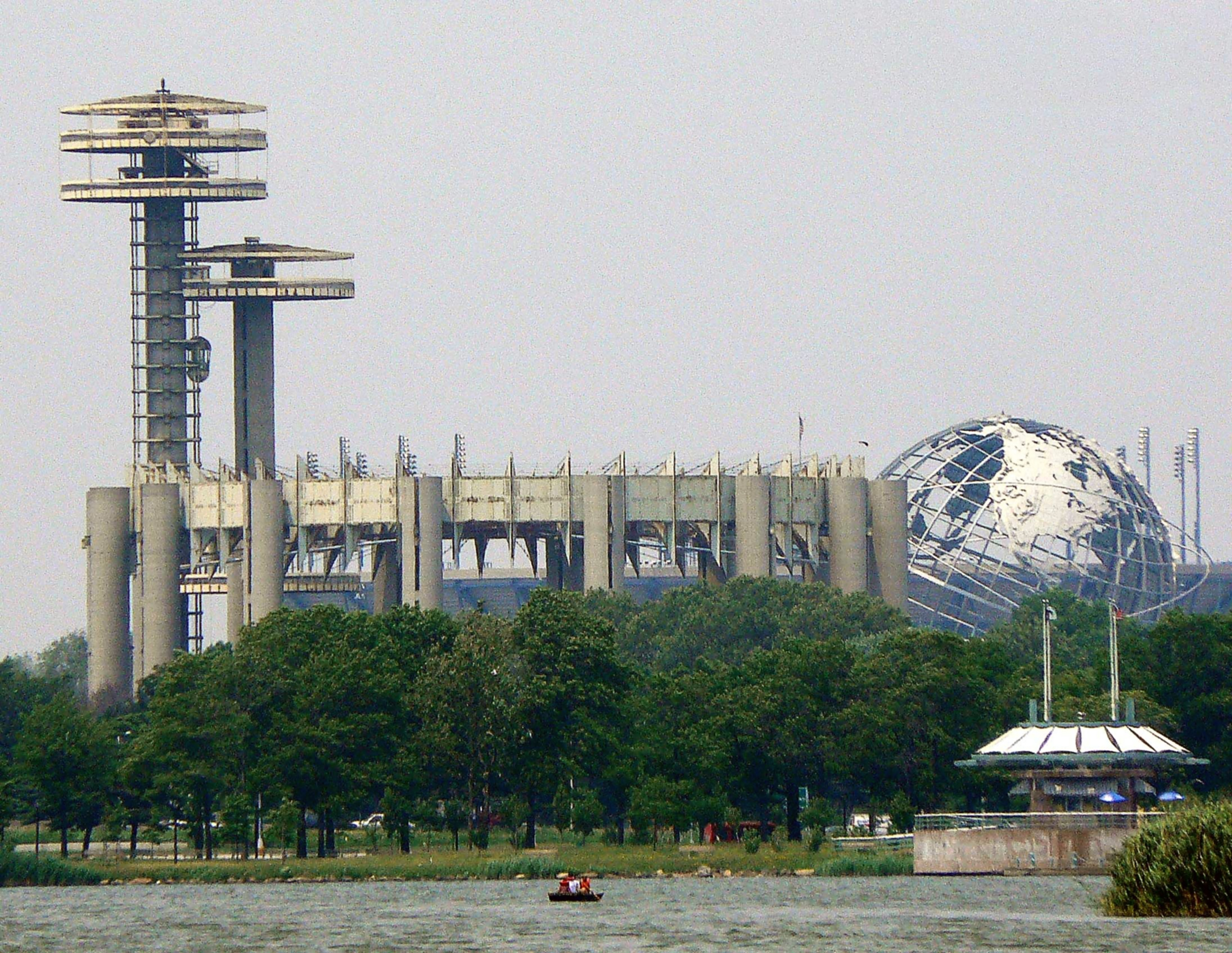

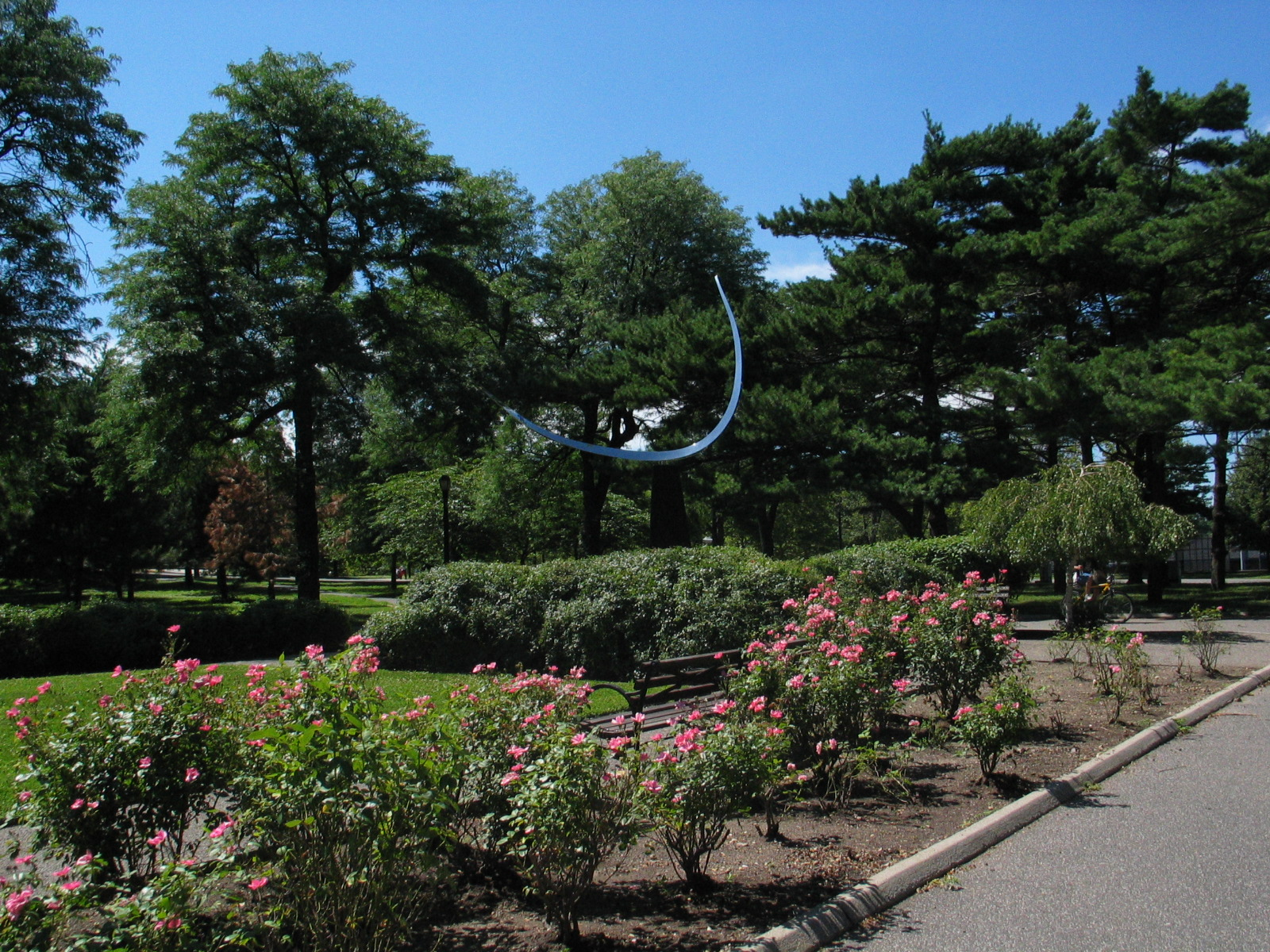
منحوتة لتخليد حدث رياضي في حديقة فلشنغ مادوز